# Ліберально-демократична партія (Камбоджа)
Лібера́льно-демократи́чна па́ртія (кхмер. គណបក្សប្រជាធិបតេយ្យសេរី) — камбоджійська республіканськаантикомуністична партія, що існувала у 1990-их роках. Була створена генералом Сак Сутсаканом з радикальних активістів KPNLF. Двічі брала участь у виборах, але в парламенті представлена не була.

## Історія
Паризькі угоди 1991 року виробили схему політичного врегулювання кампучійсько-в'єтнамського конфлікту. На 1993 рік було призначено багатопартійні вибори. Одним із наслідків стало розмежування антив'єтнамської збройної опозиції — Коаліційного уряду Демократичної Кампучії та складових організацій.
Червоні кхмери Пол Пота—Кхієу Самфана не визнали угод і продовжили партизанську війну. Монархічний ФУНСІНПЕК Нородома Сіанука зробив ставку на прихід до влади через відновлення монархії й перемогу на виборах. У Національному фронті визволення кхмерського народу (KPNLF) стався розкол.
Лідер KPNLF Сон Санн перетворив Фронт на Буддійську ліберально-демократичну партію. Його соратники вчинили по-різному. Республіканський ідеолог Гаффар Пеанг-Мет, заступник начальника штаба Збройних сил національного визволення кхмерського народу (KPNLAF), виїхав до США. Начальник штабу KPNLAF генерал Дьєн Дель долучився до ФУНСІНПЕК. Головнокомандувач KPNLAF генерал Сак Сутсакан 1992 року заснував Ліберально-демократичну партію (ЛДП).
Сак Сутсакан був послідовним прибічником ідей Кхмерської Республіки й непримиренним антикомуністом. Тому він не приймав готовності Сон Санна вписатись до політичної системи відновленого Королівства Камбоджа. Сак Сутсакан був противником змови колишніх комуністів з Народної партії Гун Сена з монархістами ФУНСІНПЕК. Окрім того, загострились давні суперечки генерала з Сон Санном, що відтоді наули форми боротьби за політичне лідерство.
ЛДП Сак Сутсакана виступала з позицій консервативного республіканізму, антикомунізму, кхмерського націоналізму й демократичного капіталізму. Емблемо партії був прапор Кхмерської Республіки. Партія двічі брала участь у виборах. Під час голосування у травні 1993 року партію Сак Сутсакана підтримали 62698 виборців, що склало 1,6 %. У липні 1998, вже після смерті засновника, за ЛДП проголосували 14088 виборців (0,3 %). В обох випадках партія не пройшла до Національної асамблеї. До виборів 2003 року партія вже практично не існувала.
Невдача проекту ЛДП була пов'язана з низькою популярністю Кхмерської Республіки в Камбоджі 1990-их років та з розколом республіканського руху.